# Barranco del Mascarat
El barranco del Mascarat es un desfiladero que se abre en el terreno entre las localidades de Altea y Calpe, en la provincia de Alicante. Este cañón hizo imposible hasta el siglo XIX un camino fácil y cómodo entre una población y la otra, obligando a los carruajes de transporte a un peligroso y difícil recorrido por el collado de Calpe.

## Toponimia
El origen de su nombre está en la existencia por la zona de un bandolero enmascarado, que asaltaba las diligencias, aprovechando la dificultad de los caminos. Sin embargo, también hay otras explicaciones menos reconocidas, como que su origen está en la palabra íbera maka-as (piedra cortada) o como producto de una leyenda.

## Situación
El desfiladero es un estrecho pasillo, con paredes verticales de cien metros de altura, que está situado en las estribaciones de la Sierra de Bernia, en su llegada al mar. Es la frontera natural entre las comarcas alicantinas de la Marina Alta y la Marina Baja

## Obra civil
Para salvar este obstáculo natural, y facilitar las comunicaciones, se inició en 1844 el proyecto de una carretera nueva, aunque la finalización tuvo que esperar hasta 1885. El gran problema, a resolver en la obra civil planificada, era la construcción de un puente de 32 m de longitud que uniera ambos lados del desfiladero y a una altura de 60 metros.
En el año 1868 se excavaron los túneles, necesarios para atravesar los promontorios laterales de roca y situar los estribos del puente. En el año 1871 se empieza la construcción del mencionado puente, pero los trabajos van muy lentos y apenas se avanza. Además, en su transcurso la obra debe soportar temporales y riadas con pérdidas de material y destrozo de obra ya hecha. Finalmente, se inaugura en mayo de 1885.
Dada la estrechez de esta carretera para el tráfico creciente, en el año 1961 se proyectó su sustitución por una variante más ancha y adaptada a las nuevas necesidades. Ello implicó un nuevo puente de 65 metros de largo y nuevos túneles. La obra se abrió al tráfico en el año 1968  
Con anterioridad, en el año 1915, se había puesto en servicio, hacia el interior del barranco y a mayor altura, otro puente metálico de 43 m de largo para servicio del ferrocarril.
De esta manera, en el año 2021 existen en este paso tres puentes:
- El viejo puente de sillería del año 1885, ya en desuso y cerrado.
- El puente nuevo de hormigón del año 1968, por el que pasa la carretera nacional N-332[8]
- El puente metálico del año 1915, por el que pasa la línea 9 del TRAM Metropolitano de Alicante, en su recorrido de Benidorm a Denia.

## Otros usos
La zona de este barranco forma parte de recorridos senderistas más amplios y rutas de escalada.